# Reimar Lüst
Reimar Lüst (Barmen, 25 de março de 1923 – 31 de março de 2020) foi um astrofísico alemão.

## Biografia
De 1941 a 1943 serviu na Kriegsmarine, onde foi engenheiro no submarino U 528. De 1943 a 1946 foi prisioneiro de guerra nos Estados Unidos (em Mexia, Texas) e na Inglaterra.
Após ser libertado estudou física entre 1946 e 1949 na Universidade de Frankfurt, onde obteve em 1951 um doutorado em física teórica, orientado por Carl Friedrich von Weizsäcker.
Morreu no dia 31 de março de 2020, aos 97 anos.

## Obras
- Hydrodynamik. Bibliographisches Institut, Mannheim 1978, ISBN 3-411-01540-3.
- Künstliche Wolken – ein Mittel der Weltraumforschung in: Jahrbuch der Max-Planck-Gesellschaft. 1968, S. 150–172